# Le Sourire du plombier
Pour l’article homonyme, voir Sourire du plombier.
Le Sourire du plombier est une entreprise française créée en 2014 et qui produit des sous-vêtements, à l'intention des professionnels « qui se baissent souvent » notamment. Son siège social est situé à Rennes en Bretagne.

## Historique
C'est après avoir remarqué, à la terrasse d'un café rennais, en mars 2014, un homme penché laissant apparaître le haut de ses fesses, que l'idée de cette entreprise germe dans l'esprit d'Adrien Hervé-Pelissier, rennais de 23 ans à l'époque, ancien étudiant en bac pro vente reconverti dans la restauration. 
Un ami, peintre en bâtiment, qui partage un verre avec lui ce jour-là, lui confirme la gêne que le port du jean lui occasionne dans la pratique de son métier. En effet, l'abandon progressif de la combinaison pour le pantalon, lié au développement du taille basse, favorise ce genre de désagrément.
Le nom de l'entreprise vient donc de l'expression « sourire du plombier », surnom humoristique donné à ce que l'on peut voir lorsqu'un travailleur se penche pour travailler, raillé par exemple par la comique Chantal Ladesou dans un de ses sketchs[réf. souhaitée]. Cette entreprise est créée en 2014, et bénéficie du soutien du fonds breton Yao ! (« Allons-y » en breton).
Lancée à la fin du mois d'octobre 2015, la marque a fait l'objet d'un mini-buzz de la part des médias,, entraînant une augmentation des connexions sur le site web de la marque et l'accélération des commandes.
Le créateur de la marque reconnait s'inspirer de la communication décalée de l'entreprise le Slip français, en communiquant via les réseaux sociaux.

## Produits
Au départ, le jeune entrepreneur ne vise que le public masculin, mais très vite, la start-up s'ouvre aussi aux sous-vêtements féminins, et aux jeans. 
Aidé d'une styliste et d'une modéliste installé à Rennes, Hervé-Pellissier recherche avant tout un élastique parfait, capable de se remettre en place et de bien maintenir le sous-vêtement. 
Après une dizaine d'essais, il opte pour un élastique de 6 centimètres de haut, qui cache bien le haut des fesses. Celui-ci, gris ou noir, porte les lettres majuscules SP, et au niveau de la couture, c'est-à-dire à l'endroit de l'anatomie dévoilée normalement, le logo « le Sourire du plombier ». 
Pour les hommes, le site propose des boxers longs et courts, et pour les femmes un modèle de shorty. Des modèles de jeans taille haute sont aussi proposés durant un temps,.

## Production
Les sous-vêtements sont produits en Tunisie, à Téboulba, mais l'élastique vient de France, de Saint-Étienne, produite par une entreprise spécialisée dans le sous-vêtement masculin. 
Le créateur souhaite par la suite produire entièrement ses textiles en France.

## Ventes
Au départ timides, les ventes progressent à la suite de la diffusion d'un reportage sur ce type de sous-vêtements à la fin du mois d'octobre 2015. De plusieurs centaines, les connexions au site se font alors par milliers et, au début de 2016, les produits sont aussi vendus en Espagne, en Italie, en Belgique ou encore en Suisse.